# Среднее геометрическое
Средним геометрическим нескольких положительных вещественных чисел называется такое число, которым можно заменить каждое из этих чисел так, чтобы их произведение не изменилось. Более формально:
{\displaystyle G(x_{1},x_{2},\ldots ,x_{n})={\sqrt[{n}]{x_{1}x_{2}\cdots x_{n}}}=\left(\prod _{i=1}^{n}x_{i}\right)^{1/n}}
Среднее геометрическое двух чисел также называется их средним пропорциональным, поскольку среднее геометрическое {\displaystyle g} двух чисел {\displaystyle a_{1}} и {\displaystyle a_{2}} обладает следующим свойством: {\displaystyle {\frac {a_{1}}{g}}={\frac {g}{a_{2}}}}, то есть среднее геометрическое относится к первому числу так же, как второе число к среднему геометрическому.

## Свойства
- Так же, как и любое другое среднее значение, среднее геометрическое лежит между минимумом и максимумом из всех чисел:

{\displaystyle \operatorname {min} (x_{1},x_{2},\ldots ,x_{n})\leqslant G(x_{1},x_{2},\ldots ,x_{n})\leqslant \operatorname {max} (x_{1},x_{2},\ldots ,x_{n}).}
- Среднее геометрическое двух чисел {\displaystyle a=A_{0},b=G_{0}} является средним арифметическим-гармоническим этих чисел, то есть равно пределу двух последовательностей:

{\displaystyle A_{i}={\frac {A_{i-1}+G_{i-1}}{2}},\quad G_{i}={\sqrt {A_{i-1}G_{i-1}}}.}
- Среднее геометрическое двух чисел равно среднему геометрическому их среднего арифметического и среднего гармонического[2].
- Десятичный логарифм среднего геометрического нескольких чисел является средним арифметическим десятичных логарифмов этих чисел. Поскольку десятичный логарифм показывает порядок величины числа в десятичной системе, то среднее геометрическое является средним по порядку величины. Например, для чисел 2 (~{\displaystyle 10^{0}}) и 9000 (~{\displaystyle 10^{4}})  среднее арифметическое - 4501 ~ {\displaystyle 10^{4}}, среднее гармоническое - {\displaystyle \approx }4 ~ {\displaystyle 10^{0}}, а среднее геометрическое - {\displaystyle \approx }134 ~ {\displaystyle 10^{2}}.

## Среднее геометрическое взвешенное
Среднее геометрическое взвешенное набора вещественных чисел {\displaystyle x_{1},\ldots ,x_{n}} с вещественными весами {\displaystyle w_{1},\ldots ,w_{n}} определяется как
{\displaystyle {\bar {x}}=\left(\prod _{i=1}^{n}x_{i}^{w_{i}}\right)^{1/\sum _{i=1}^{n}w_{i}}=\quad \exp \left({\frac {1}{\sum _{i=1}^{n}w_{i}}}\;\sum _{i=1}^{n}w_{i}\ln x_{i}\right).}
В том случае, если все веса равны между собой, среднее геометрическое взвешенное равно среднему геометрическому.

## В геометрии

Среднее геометрическое отрезков:

Высота прямоугольного треугольника, опущенная на гипотенузу, есть среднее пропорциональное между проекциями катетов на гипотенузу, а каждый катет есть среднее пропорциональное между гипотенузой и его проекцией на гипотенузу.
Это даёт геометрический способ построения среднего геометрического двух (длин) отрезков: нужно построить окружность на сумме этих двух отрезков как на диаметре, и тогда высота, восстановленная из точки их соединения до пересечения с окружностью, даст искомую величину.
Расстояние до горизонта сферы есть среднее геометрическое между расстоянием до самой ближней точки сферы и расстоянием до самой дальней точки сферы.

## Обобщения
- Среднее геометрическое можно рассматривать как предел средних степенных {\displaystyle A_{g}(x_{1},\ldots ,x_{n})={\sqrt[{g}]{\frac {x_{1}^{g}+\ldots +x_{n}^{g}}{n}}}} при {\displaystyle g\to 0}.
- Среднее геометрическое является средним Колмогорова при {\displaystyle \phi (x)=\log _{a}x}.